# Tachytrechus dilaticosta
Tachytrechus dilaticosta is een vliegensoort uit de familie van de slankpootvliegen (Dolichopodidae). De wetenschappelijke naam van de soort is voor het eerst geldig gepubliceerd in 1927 door Van Duzee.